# Paradolichoctis
Paradolichoctis is een geslacht van kevers uit de familie van de loopkevers (Carabidae). De wetenschappelijke naam van het geslacht is voor het eerst geldig gepubliceerd in 2006 door Baehr.

## Soorten
Het geslacht Paradolichoctis is monotypisch en omvat slechts de volgende soort:
- Paradolichoctis cordicollis Baehr, 2006